# Coelaenomenodera coccinea
Coelaenomenodera coccinea is een keversoort uit de familie bladkevers (Chrysomelidae). De wetenschappelijke naam van de soort werd in 1890 gepubliceerd door Léon Marc Herminie Fairmaire.